# Almanacco illustrato del calcio
L'Almanacco illustrato del calcio è una pubblicazione annuale edita dalla Panini, relativa all'omonimo sport.

## Storia
Un antesignano dell'opera vide la luce nel 1913 per iniziativa di Guido Baccani, allenatore e giornalista: del libro (Annuario italiano del football) vennero realizzate altre due edizioni, nel 1915 e 1920. Un'evoluzione fu compiuta nel 1932, con l'ex arbitro Rinaldo Barlassina a curare — per un decennio — una Agendina del calcio. Il progetto si estese nel 1938 con la realizzazione della Enciclopedia illustrata del calcio italiano, un volume racchiudente dati storici e statistici sul calcio nazionale.
L'attuale concezione fu ascrivibile all'approdo di Leone Boccali nel 1939, circostanza peraltro corrispondente all'utilizzo del nuovo nome. A livello editoriale, dopo la gestione della Carcano dal 1964 al 1970, la Panini — già produttrice delle figurine — assunse nel 1971 la proprietà.

## Struttura dell'opera

### Suddivisione interna
- Prima parte: calcio italiano
  - Introduzione e approfondimento
  - Presentazione delle società professionistiche
  - Programma e calendari della stagione corrente
  - Schede dei tesserati[N 2]
  - Cronistoria della stagione precedente[N 3]
  - Riepilogo storico e statistico delle stracittadine[2]
  - Storia dei Campionati[N 4]
  - Attività delle Nazionali azzurre[N 5]
- Seconda parte: calcio internazionale
  - Competizioni per squadre nazionali[N 6]
  - Competizioni per squadre di club[N 7]
  - Elenco dei campioni nazionali[N 8]

### Evoluzione del formato
Le principali innovazioni circa il formato dell'opera sono state compiute nel terzo millennio, riguardando in particolare:
- Introduzione dei colori in luogo del bianco e nero
- Statistiche e record delle società di Serie A e B
- Restyling grafico (galleria d'immagini e miniature delle divise)[4]
- Sezioni speciali per le competizioni delle Nazionali
- Sezioni dedicate all'attività calcistica femminile

Il libro contiene inoltre una scheda tramite la quale i lettori possono segnalare errori (perlopiù consistenti in refusi grammaticali e imprecisioni statistiche) nonché proporre l'aggiunta di nuovi contenuti e l'eliminazione di altri.

## Diffusione editoriale
A livello commerciale, l'Almanacco è pubblicato nel mese di dicembre con indicazione dell'anno solare: per esempio l'edizione 2019 — distribuita a fine 2018 — contiene i dati relativi alla stagione 2017-18. I consuntivi della stagione in corso sono aggiornati al momento di andare in stampa, periodo solitamente coincidente con la sosta internazionale di novembre.

### Pubblicazioni non canoniche
L'edizione 2005 contenne il numero-record di 944 pagine, ascrivibile al maggior spazio rivolto alle società professionistiche — in conseguenza della riforma dei campionati — nonché alla presenza dei dati antecedenti il girone unico e la sezione speciale riferita all'Europeo 2004. Al fine di snellire il volume, dall'edizione 2006 furono decurtati i capitoli relativi alla storia del calcio italiano e i tabellini circa le gare della Nazionale: in sostituzione di questi ultimi fu adottato un formato schematico, mentre gli altri dati — riferiti al periodo dal 1898 alla stagione 2003-04 — confluirono in un'opera appositamente realizzata, pubblicata nel settembre 2005.